# Eucalyptus baxteri
Eucalyptus baxteri là một loài thực vật có hoa trong Họ Đào kim nương. Loài này được (Benth.) J.M.Black mô tả khoa học đầu tiên năm 1926.